# Giuseppe Borzi
Giuseppe Borzi (Zagarolo, 10 febbraio 1931 – San Cesareo, 19 luglio 2009) è stato un politico italiano.

## Biografia
Nel 1979 viene eletto al Senato della Repubblica nell'ottava legislatura nel collegio di Tivoli con la Democrazia Cristiana. Fu sindaco di Canneto sull'Oglio  dal 1990 al 1995.